# Arte de Serbia
El arte de Serbia (Српска уметност, Srpska umetnost) refleja al pueblo serbio, variado y heterogéneo. Posee herencias bizantinas, que aún se conservan en pinturas y arquitectura. Influenciado por el arte occidental, concluye su período moderno con la monarquía de los Habsburgo a fines del siglo XVIII. Muchas obras de arte serbias se han extraviado debido a guerras y marginaciones en tiempos de paz.

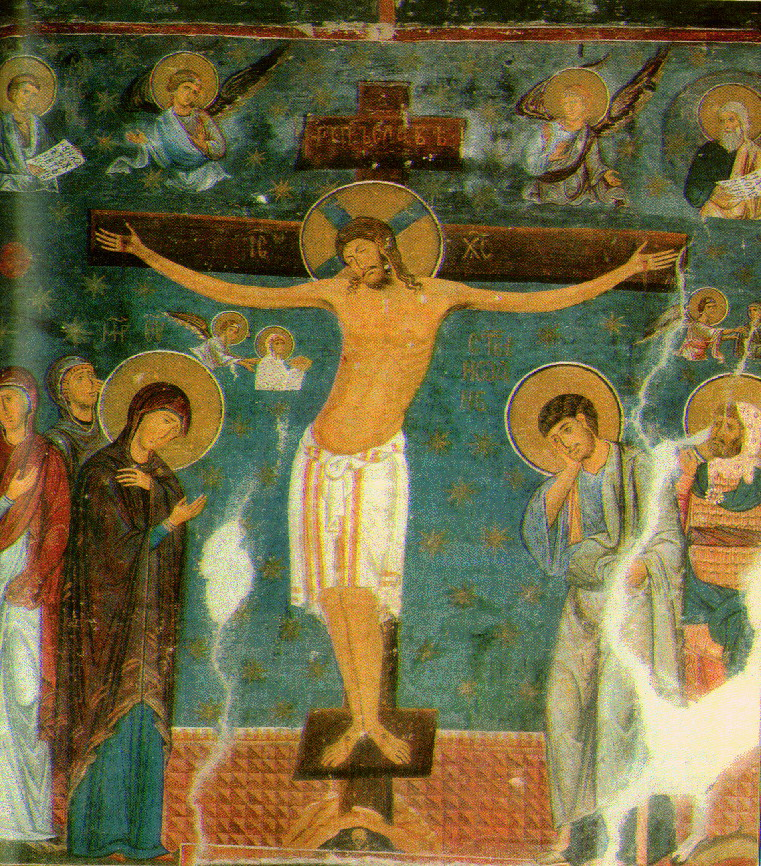
La Crucifixión, fresco en el monasterio de Studenica

## Prehistoria
Serbia ha albergado a distintas sociedades en la prehistoria. Como civilizaciones datan desde el Mesolítico, empezando por la cultura de las Puertas de Hierro cerca de la garganta homónima.

### Starčevo
Starčevo fue una civilización del Neolítico Medio. Se descubrieron utensilios de cocina y varios otros artículos hechos de piedra pulida, además de vasijas de cerámica y cerámica pintada con ornamentos geométricos, así como figurillas antropomorfas hechas de tierra cocida. La alfarería se caracterizaba por muescas como decoración. La cerámica más antigua es monocromática. A esto le sigue un paso pintado de blanco sobre rojo. Los patrones incluyen lunares, formas rectilíneas y curvilíneas.

### Vinča
Vinča fue la cultura sucesora de Starčevo. Se situaba en los Balcanes, principalmente en Serbia. Utilizaron un método de dos etapas para producir cerámica con un acabado pulido y multicolor. A veces, se aplicaba cinabrio y limonita en polvo a la arcilla cocida para decorar. El estilo de la ropa Vinča se puede inferir de las figuras representadas con túnicas de cuello abierto y faldas decoradas. La tela se tejía a partir de lino y lana; también se usaron botones hechos de concha o piedra.

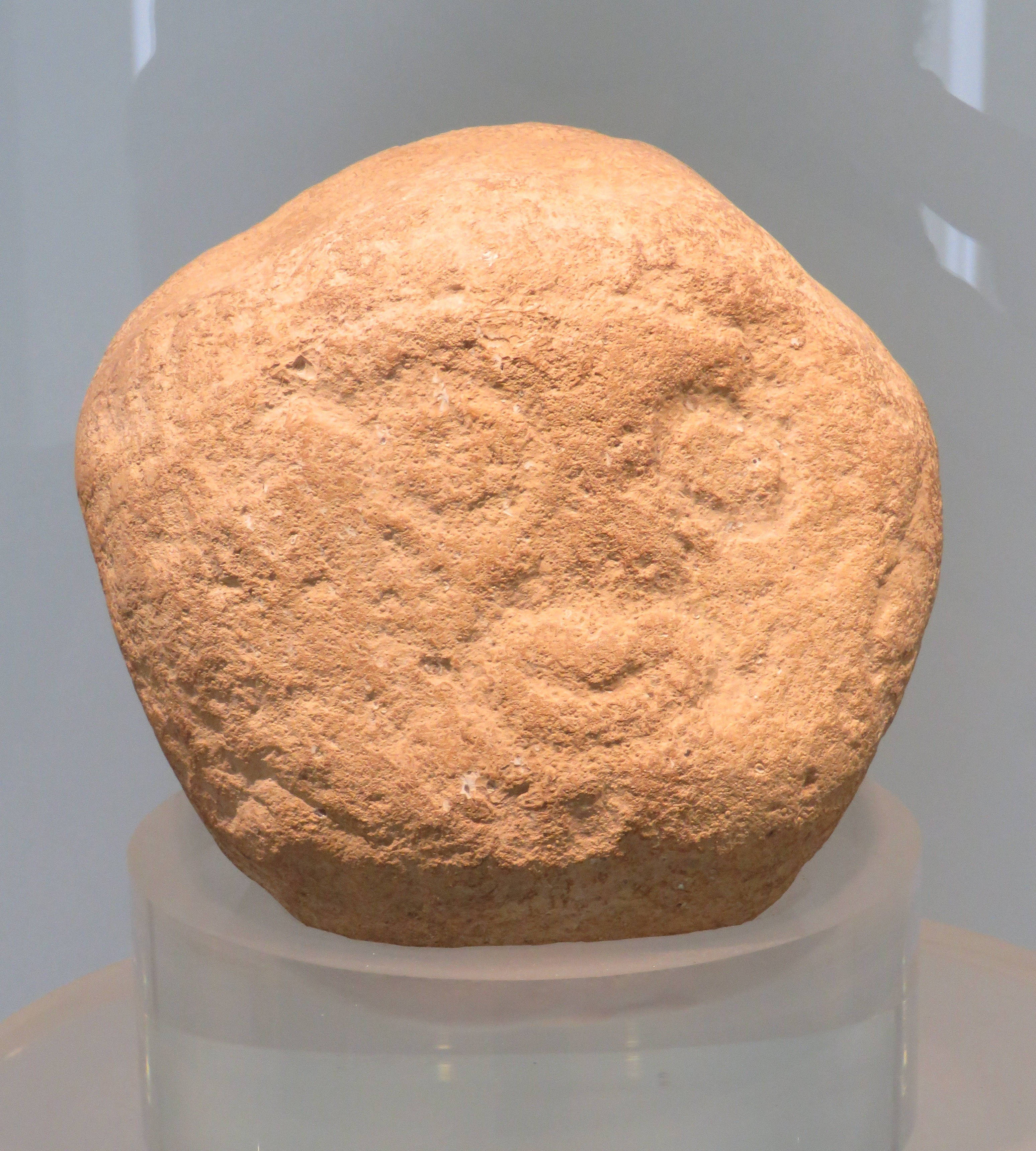
Escultura de Lepenski Vir

### Lepenski Vir
Un importante asentamiento prehistórico es Lepenski Vir. Se encontraron esculturas fueron talladas a partir de cantos rodados de arenisca. Estas esculturas se pueden dividir en dos categorías: una simple con ciertos dibujos geométricos y otras antropomorfas. En cuanto a la arquitectura, a las afueras del yacimiento se encuentra una necrópolis bastante elaborada. Se observa una característica forma de triángulo equilátero en las bases de las casas, en vez de forma redonda o circular.

### Crkvine
Otro sitio arqueológico es Crkvine, En 2018, se encontraron 60 figurillas. Generalmente son asociadas con la cultura Vinča. Representan claramente figuras humanas. Son cilíndricas, sin muchas marcas en ellos, salvo las narices acentuadas y la representación de una herramienta o arma en el hombro.

## Período romano
La llegada de los romanos en el siglo I introdujo elementos artísticos vinculados a la tradición clásica y una sensibilidad artística más refinada. El desarrollo de ciudades como Sirmium, Singidunum y Mediana llevó a la creación de una sociedad compleja con objetos preciosos y detalles arquitectónicos refinados.
El crecimiento de las ciudades siguió el esquema urbano romano habitual centrado en la dualidad del Cardo y Decumano y poderosas murallas marcaban los límites.

### Felix Romuliana
Felix Romuliana es un complejo arquitectónico de la época romana. Cuenta con palacios y templos. En estos se encontraron peristilos de mármol, retratos de emperadores y paredes hechas de pórfido, mosaicos que representan a Dioniso y Medusa; y capiteles con figuras de Hércules.

## Edad Media
El Medievo significó un gran auge para los serbios. Los monumentos religiosos serbios que se desarrollaron en los siglos XII, XIII y XIV tienen una gran importancia y reputación mundial.

### Arquitectura
La arquitectura medieval en Serbia estuvo basada, mayormente, por 3 escuelas arquitectónicas: Rascia, Vardar y Morava. En gran parte estuvo compuesta por arquitectura sacra.

#### Antes de Nemanjić
En el área más amplia de la península balcánica se puede notar una fuerte coincidencia estilística entre las iglesias cristianas. El monumento más significativo de ese período temprano es la Iglesia de San Pedro del siglo VIII, que fue construida en forma de rotonda.
En las zonas serbias de Doclea hay obras arquitectónicas en forma de basílica de tres naves y las formas de una cruz inscrita del siglo VIII o IX. Iglesias posteriores son de una sola nave con una cúpula en la parte media, y el más representativo es la iglesia de San Miguel (construida alrededor de 1080), que fue construido por el rey Mihailo.
Desde entonces, es decir, a finales de la Edad Media, el arte serbio se ha orientado más hacia el este (es decir, Bizancio) y por lo tanto ha adquirido cada vez más características orientales.

#### De Esteban Nemanja a Esteban Uroš II
Las iglesias más antiguas de la época de Nemanjić se modelaron sobre modelos orientales con exterior románico y son en su mayoría iglesias hasta la época del rey Esteban Uroš Milutin. Se caracterizan por una base en forma de edificio de una sola nave.
Durante el reino de Esteban Nemanja se construyeron el monasterio de Đurđevi Stupovi y el monasterio de Studenica, lo que representa el comienzo del estilo Raška. Tienen características originales desde la cual se puede seguir el desarrollo de soluciones arquitectónicas individuales que luego se aplicaron en la arquitectura religiosa. La construcción del monasterio de Gradac se toma como una especie de final de esta época.

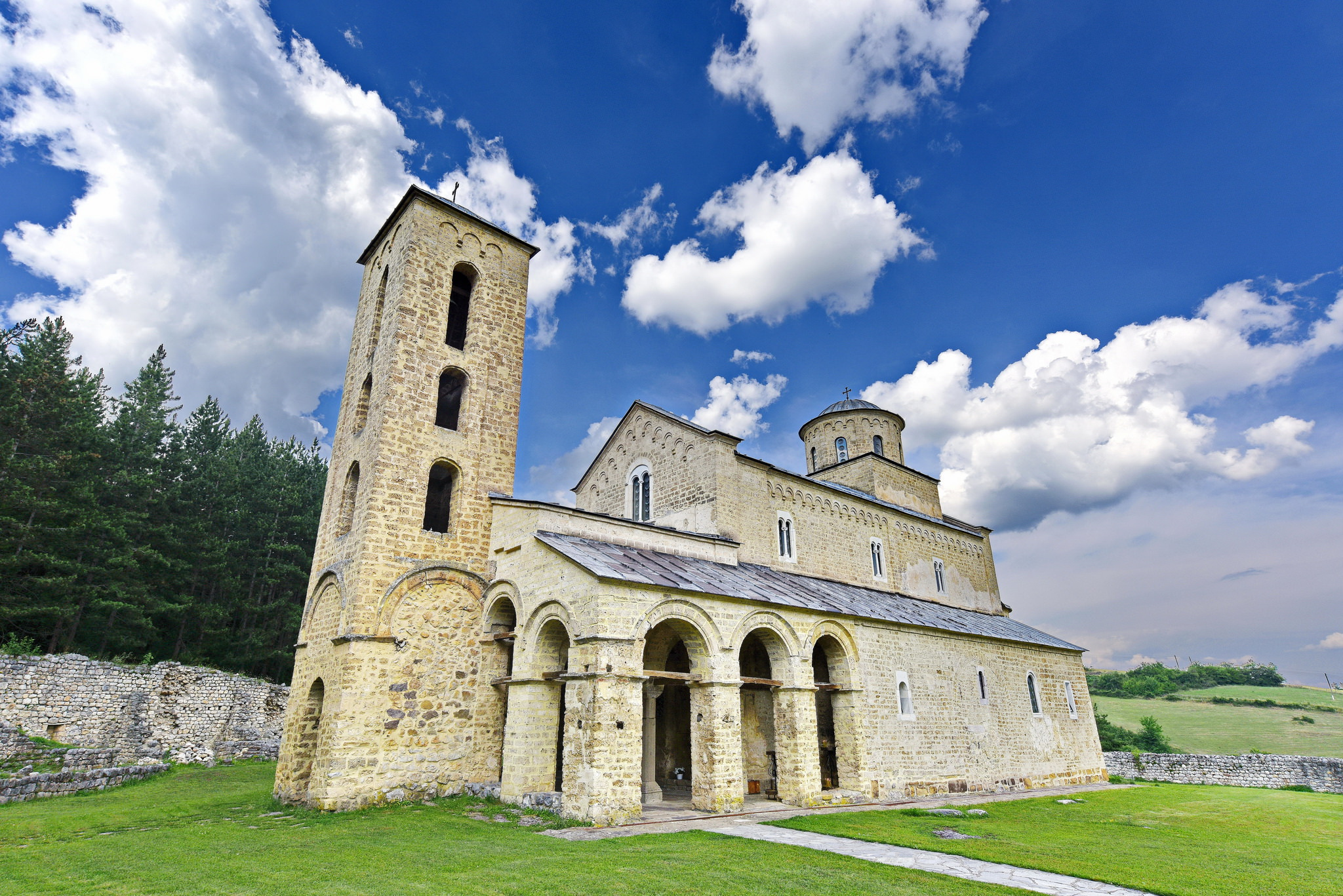
Monasterio de Sopoćani

Los logros arquitectónicos más destacados de este período son:
- Monasterio de Zica
- Monasterio de Mileševa
- Monasterio de Morača
- Monasterio patriarcal de Peć
- Monasterio de Sopoćani

### Pintura
La pintura al fresco ortodoxa representa la cumbre del arte medieval serbio. Su nacimiento estuvo en línea con la creación y el desarrollo de la Serbia medieval. Si bien la arquitectura serbia ha sido influenciada por los estados italianos, bizantinos y medievales; los frescos permanecieron profundamente arraigados a la tradición bizantina exclusivamente oriental.
Se pintaban frescos bajo el patrocinio de los gobernantes serbios, como la forma más importante de decoración religiosa. Tras la expansión política y el crecimiento militar, los siglos XIII y XIV están marcados como el período en el que la mayor cantidad de templos han sido decorados con estas obras, en su mayoría por artistas anónimos o desconocidos. En el monasterio de Studenica se encuentra el fresco titulado La Crucifixión, se hizo doce años después de su construcción. En la segunda mitad del siglo XIV, un artista ignoto pintó Dormición de la Virgen en el monasterio de Sopoćani.

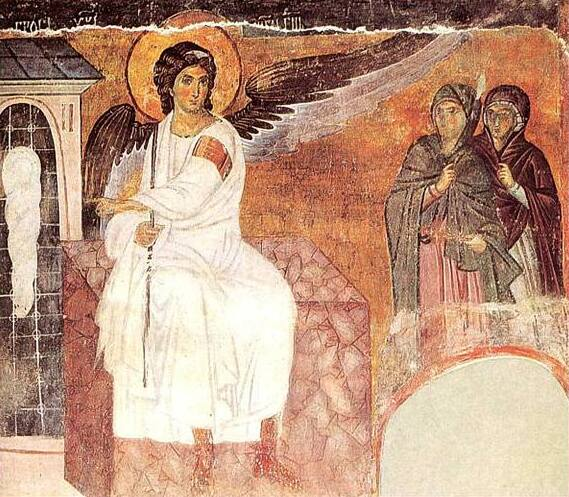
Ángel Blanco, fresco del monasterio de Mileševa

Sin embargo, el fresco medieval serbio más famoso es el Ángel Blanco del monasterio de Mileševa. Representa al Arcángel Gabriel sentado en la tumba de Cristo.

Otra mención notable es el fresco de la reina Simonida, en el monasterio de Gračanica. Dos célebres poemas serbios se inspiraron en esta obra. Dos manchas oscuras en los lugares en los ojos de la reina habían creado la creencia común de que sus ojos habían sido «esculpidos por albaneses», de ahí la estrofa de Milan Rakić:
Tus ojos fueron arrancados, oh hermosa imagen,
Sobre una pilastra al acercarse la noche,
Sabiendo que nadie presenciaría el pillaje,

Un cuchillo albanés te robó la vista.

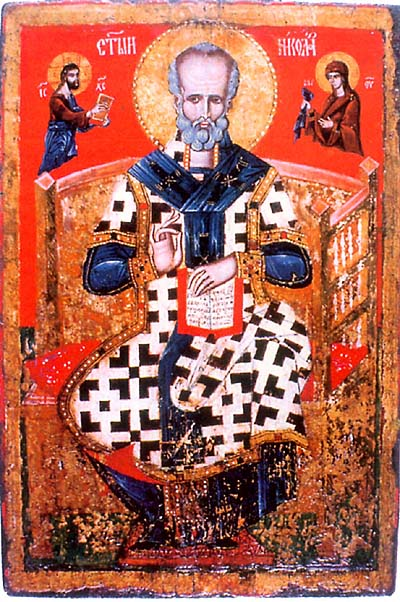
Ícono de San Nicolás, hecho por Andrija Raičević

## SiglosXVIIyXVIII
La conquista otomana de Serbia tuvo un impacto negativo en el arte vernáculo. Los serbios pasaron a formar parte de la Rum Millet y fueron considerados una clase baja. La nobleza serbia no se integró en el sistema otomano y se abolió la iglesia. Como la nobleza y la iglesia fueron las principales fuentes de patrocinio de arquitectos y artistas, el período moderno temprano se considera un período artísticamente menos productivo en el arte serbio. No obstante, se construyeron mezquitas musulmanas, tales como Islam-aga, Altun-Alem y Bajrakli. 
Hubo cierta reanudación del arte vernáculo después de la restauración del Patriarcado serbio en 1557. Zograf Longin y Georgije Mitrofanović fueron los principales pintores de finales del siglo XVI y principios del XVII. Entre los pintores de iconos que trabajaron en la tradición bizantina en Eslavonia se encuentran Nikola Klisur y Ostoja Mrkojević a finales del siglo XVII.
El arte tradicional serbio comenzaba a mostrar algunas influencias barrocas a finales del siglo XVIII. La pintura del barroco temprano no creó un grupo homogéneo de pintores. Se desarrolló bajo la base ruso-ucraniana y de los Balcanes del Sur y las influencias que habían llegado lentamente de los centros de arte de Europa Occidental. La primera generación de pintores barrocos se nutrió de los aprendizajes de los pintores rusos Vasilije Romanovič y Jov Vasilijevič, Dimitrije Bačević, Vasa Ostojić, Joakim Marković, Jovan Popović, Amvrosije Janković, Dimitrije Popović, Teodor Stefanov Gologlavac, Hadži-Ruvim y Stefan Tenecki. El autor de la rotación más directa sobre modelos centroeuropeos fue Joakim Marković, cuyo trabajo está vinculado a los primeros retratos.
El arte del alto barroco se reflejó en una orientación cultural hacia Viena, así como en las reformas educativas y ecleseásticas. Los cambios son visibles en las obras de Teodor Kračun, quien en su obra representa un paso significativo hacia la comprensión del arte centroeuropeo actual. La herencia ortodoxa enfrentó la emotividad enfatizada y el movimiento como elemento fundamental de la expresión artística. El grupo de representantes del Alto Barroco incluye a Mojsije Subotić , Grigorije Davidović-Obšić, Grigorije Jezdimirović y Lazar Serdanović.
El surgimiento y desarrollo de la pintura del Barroco tardío había estado determinado por los cambios culturales y políticos de la época de José II. Entre los artistas que tomaron la pintura serbia de formulación barroca tardía centroeuropea, destacan Jakov Orfelin y Teodor Ilić Češljar. A ellos se un el tallador de madera Marko Gavrilović. El neoclasicismo como estilo de la nueva era, basado en las ideas de la Ilustración, no pondría en peligro la concepción dominante del barroco tardío en las primeras décadas del siglo siguiente. Tal secuencia se identifica en las obras de los pintores Stefan Gavrilović, Jovan Isailović, Georgije Mišković y Mihajlo Živković.
Entre los pintores importantes se encontraban Nikola Nešković, Teodor Kračun, Pavel Đurković, Dimitrije Bačević, Georgije Bakalović, Jovan Četirević Grabovan, Jovan Pačić y Jovan Stergević.

## sigloXIX

### Arte religioso
Los grabados se convirtieron en un método cotidiano de comunicación a través del arte, tanto de temas religiosos como no religiosos. La impresión de grabados de figuras de grandes gobernantes serbios encajaba en las ideas de continuidad del estado serbio. Los monasterios de Fruška Gora y algunos otros del Metropolitanato de Karlovci publicaron grabados en los que estaban representados santos protectores. Los escritos dejaron de ser principal actividad comunicativa en la religión, siendo las artes gráficas cada vez más utilizadas en los libros ilustrados.

### Arte gráfico
En las primeras décadas del siglo XIX una nueva técnica gráfica litográfica causó un gran auge en los países de Europa Occidental. Los artistas serbios lo introdujeron gradualmente en la historia de las artes nacionales en el siglo XIX. La litografía se convirtió en una rama importante del arte serbio con la aparición de Anastas Jovanović. Los impresos independientes de temática religiosa que prevalecieron en el siglo XVIII se hicieron más escasos en el siglo XIX, representando solo una parte de la producción gráfica. Muchos pintores serbios se ocuparon de plantillas para litografía: Jovan Isailović, Jovan Popović, Uroš Knežević, Pavle Simić, Pavle Čortanović, Adam Stefanović, Steva Todorović, Đorđe Krstić. A finales del siglo XIX, aparecen las oleografías populares, normalmente con motivos de la vida popular y representaciones de personajes y eventos históricos.

### Neoclasicismo
Bajo la influencia de la Ilustración y el Racionalismo el arte serbio dejó el barroco y aceptó los ideales estéticos de la Academia de Bellas Artes, caracterizada por el eclecticismo de diferentes expresiones estilísticas del barroco tardío al neoclásico. Además de la pintura sacra, el retrato ganaba cada vez más importancia. Rasgos de las pinturas de aquella época eran: una composición equilibrada, modelado preciso, dibujo académico riguroso, color de registro reducido, expresado en las obras de Arsenije Teodorović, Pavel Đurković, Georgije Bakalović, Jeftimije Popović, Nikola Aleksić, Konstantin Danil, Katarina Ivanović, Dimitrije Avramović, entre otros.

### Biedermeier
En la década de 1830, se observa a una generación de pintores que representaron al Biedermeier. Como expresión estilística que impregnaba profundamente el arte serbio en ese momento, el Biedermeier era más adecuado para las amplias masas de ciudadanos que se preocupaban por ellos mismos, su familia y su hogar. Los retratos familiares representan su estatus social, pero al mismo tiempo, tienen un carácter privado y forman parte de un culto familiar estrecho. Los representantes más importantes del Biedermeier en la pintura serbia son Konstantin Danil, Dimitrije Avramović y Nikola Aleksić.

### Romanticismo
Las condiciones sociales y políticas contribuyeron a que la expresión romántica en el arte serbio alcanzara sus mayores logros a finales de la década de 1860 y principios de la de 1870. En vista estilística y temática, el romanticismo trajo notables innovaciones: mayor libertad de trazos y composición, colores cálidos complementados con el juego de luces y sombras. Algunos ejemplos de pintores románticos notables incluyen a Đura Jakšić, Novak Radonić, Aksentije Marodić y Pavel Petrović.

### Historicismo
De acuerdo con las ideas generales del historicismo, el protagonismo en el proceso de constitución de la identidad nacional lo ocuparon los hechos y personajes de la historia serbia. La idealización de un pasado glorioso, independientemente de si se basaba en hechos reales o en mitos, fue la principal herramienta en la constitución y la homogeneización de Serbia. Este pasado idealizado enfatizaba la idea de reconstruir la «antigua gloria serbia». Esto se refleja directamente en el arte visual de la época: las composiciones históricas y las escenas patrióticas que ilustraban los acontecimientos del pasado reciente ganaban cada vez más importancia. El período más productivo de las artes visuales siguiendo las tendencias del historicismo en el arte serbio fue 1848-1878.

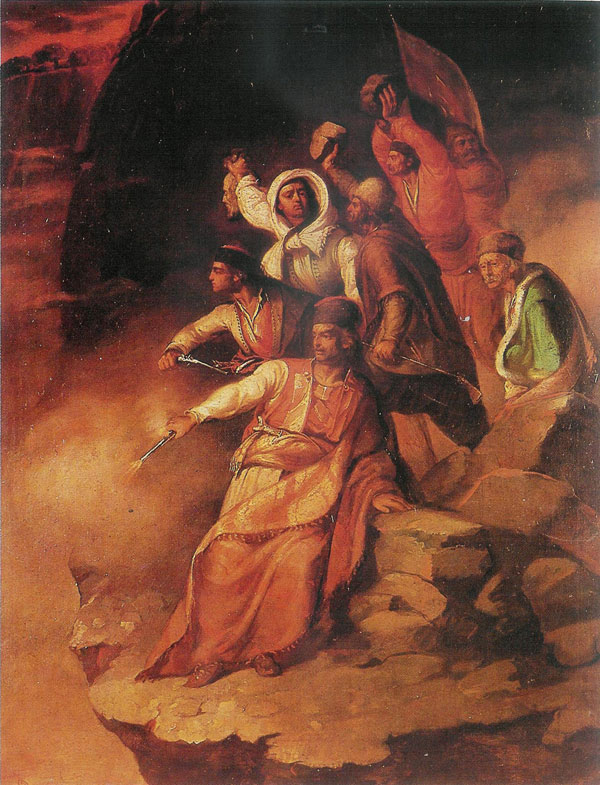
Levantamiento de los montenegrinos, cuadro de Đura Jakšić

### Academicismo
En las últimas décadas del siglo XIX, los pintores serbios comenzaron a viajar a Múnich como centro de educación y su Academia de Bellas Artes, vanguardista y progresista. Sin embargo, la mayoría de ellos se mantuvo fiel a la Academia Vienesa, donde el sistema educativo todavía se basaba en la educación constitucional, las prácticas tradicionales y las habilidades técnicas. El nivel más alto de Academicismo en la pintura serbia de finales del siglo XIX son los retratos de Paja Jovanović y Uroš Predić.

### Orientalismo
El orientalismo muestra interés por las escenas orientales de las artes visuales del siglo XIX. La campaña de Napoleón en Egipto, la conquista de Argelia, así como los libros de viajes y otras descripciones literarias, alentaron a varios artistas. Los países islámicos de la Península arábiga y el norte de África se habían convertido en el destino de viaje preferido de muchos creadores. Plazas, bazares, harenes y diversos eventos folclóricos ingresaron a la pintura europea. El orientalismo rara vez tenía un carácter puramente documental y, con mayor frecuencia, representaba el entusiasmo europeo por la belleza, la viveza y el encanto de un mundo desconocido y exótico. Durante un largo período de educación, Paja Jovanović, junto con las clases en la Academia de Bellas Artes de Viena, asistió a la escuela de pintura de Leopold Müller, famosa por sus motivos orientales. Observando el creciente interés de Europa por los acontecimientos en los Balcanes, viajó durante sus vacaciones a Albania, Montenegro, Dalmacia, Bosnia-Herzegovina y Serbia reuniendo bocetos y estudios de la vida de los pueblos balcánicos. Precisamente estos temas le dieron fama a Jovanović en todo el mundo.

### Realismo
En las últimas décadas del siglo XIX, cuando los pintores serbios asistían a la Academia Muniquesa, el realismo logró entrar en el arte serbio. Desde el punto de vista estilístico, los realistas aportaron orden a la pintura.
La transición al realismo también fue gradual y lenta. Los pintores tuvieron dificultades cuando intentaron introducir nuevos elementos en el arte eclesiástico. Đorđe Krstić, con sus creaciones temáticas y artísticas para el iconostasio en la Catedral de la Santísima Trinidad de Niš, dio la razón para una lucha abierta con las creencias anteriores. Otros siguieron su ejemplo, tales como Živko Jugović y Svetislav Jovanović.

### Simbolismo
Como fenómeno artístico formulado a escala europea, el simbolismo también estuvo presente en Múnich. Utilizaron símbolos mitológicos, sueños e imaginación como lenguaje visual. Stevan Aleksić es el representante más notable de la época.

## Edad Contemporánea
El realismo socialista fue dominante después de la Segunda Guerra Mundial con el ascenso al poder del Partido Comunista de Yugoslavia bajo Josip Broz Tito. Sin embargo, ese período no duró mucho: durante la década de 1960, los artistas serbios comenzaron a liberarse de las limitaciones de los comunistas liderados por figuras como Petar Lubarda y Milo Milunović. El arte serbio se dividió entre aquellos que basaban sus obras en las tradiciones serbias, como los frescos y la iconografía, y los que exploraban estilos internacionales.
El arte ingenuo se hizo prominente en la segunda mitad del siglo XX, con muchos artistas notables provenientes de Voivodina.
La primera parte del siglo XXI, con artistas jóvenes como Jovanka Sanijenovic o Simonida Rajčević, marca un predominio de un arte figurativo. El logotipo de Derechos Humanos fue creado por el diseñador gráfico serbio Predrag Stakić.
En términos de periodización, se puede dividir en los del período del Principado, Reino, Yugoslavia y la actual República de Serbia.